# إدوارد ريتشاردسون (سياسي)
إدوارد ريتشاردسون (بالإنجليزية: Edward Richardson)‏ هو مهندس مدني ومهندس وسياسي أسترالي ونيوزلندي، ولد في 7 نوفمبر 1831 بلندن في المملكة المتحدة، وتوفي في 26 فبراير 1915 بويلينغتون في نيوزيلندا. انتخب عضو مجلس النواب نيوزيلندا.